# Fruit tropical

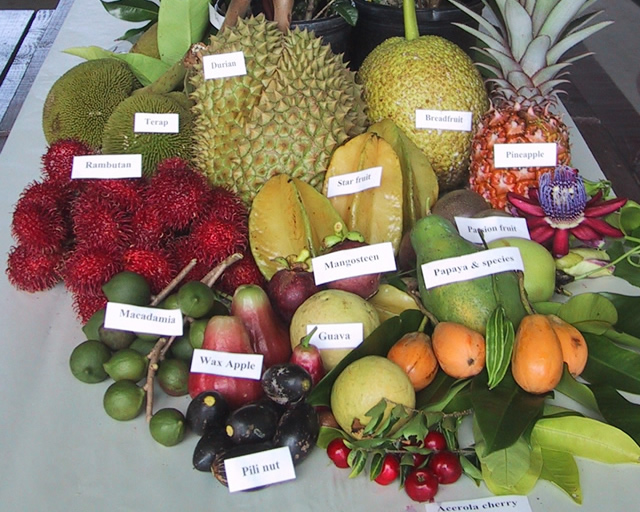
Exemples de fruits tropicaux : ramboutan, durian, carambole, fruit de l'arbre à pain, ananas, noix de macadamia, jamalac, noix de pili, mangoustan, cerise des Barbades, papaye et grenadille

Un fruit tropical est défini comme un fruit provenant de régions au climat tropical ou subtropical et équatorial. Les fruits tropicaux ont comme caractéristique commune de ne pas supporter le froid et peuvent être endommagés ou voir leur développement altéré lorsque la température chute en dessous de 4 °C .
Les pays exportateurs de fruits tropicaux se trouvent en Extrême-Orient, en Amérique latine, dans les Caraïbes et dans une moindre mesure en Afrique. Les cinq principaux fruits, en volume d'exportation, sont la banane, la mangue, l'ananas, la papaye et l'avocat.
Les fruits tropicaux sont souvent appelés « fruits exotiques » dans les pays où ils sont importés et consommés bien que ce terme ne recouvre aucune réalité biologique et ne désigne pas de fruit provenant d'un habitat particulier. En France, les fruits originaires du Maghreb ou du Proche-Orient sont parfois appelés à tort fruits tropicaux.

## Habitat

Répartition des climats tropicaux (vert pâle) dans le monde.

Par définition, le climat tropical est un type de climat présent entre les tropiques, jusqu'à 15 à 25 degrés de latitude nord et sud mais les fruits tropicaux ne sont pas cantonnés à ces zones. Il existe des régions à des latitudes supérieures dont les conditions climatiques sont similaires aux régions tropicales. Pour ces raisons, il est admis que le climat tropical s'étend jusqu'au trentième parallèle. En Espagne, la région d'Axarquia entre Malaga et Grenade présente un climat subtropical propice à la culture de plusieurs fruits exotiques comme mangue, papaye, anone, avocat, goyave ...
Ce qui caractérise les fruits tropicaux n'est pas tant la zone géographique où ils poussent que le climat environnant. De nombreux fruits tropicaux poussent dans des régions qui ne sont pas qualifiées de tropicales ou subtropicales mais qui ont un climat chaud, une température constante ainsi qu'une humidité élevée. Ces zones sont caractérisées par une température moyenne de 27 °C, avec une différence de quelques degrés seulement entre le mois le plus chaud et celui le plus froid et avec une différence de température entre le jour et la nuit supérieure à la différence entre le mois le plus chaud et celui le plus froid ainsi qu'une faible variation annuelle de la durée du jour et de la nuit, le jour ne dépassant pas treize heures. Les fruits tropicaux nécessitent également un environnement humide.
Les fruits dits ethniques se définissent pour chaque pays : ce sont ceux qui ne sont pas cultivés dans ce pays. Les fruits tropicaux en font partie si le pays donné se trouve dans la zone tempérée mais également les fruits cultivés dans d'autres pays de cette zone.

## Marché des fruits tropicaux

### Production

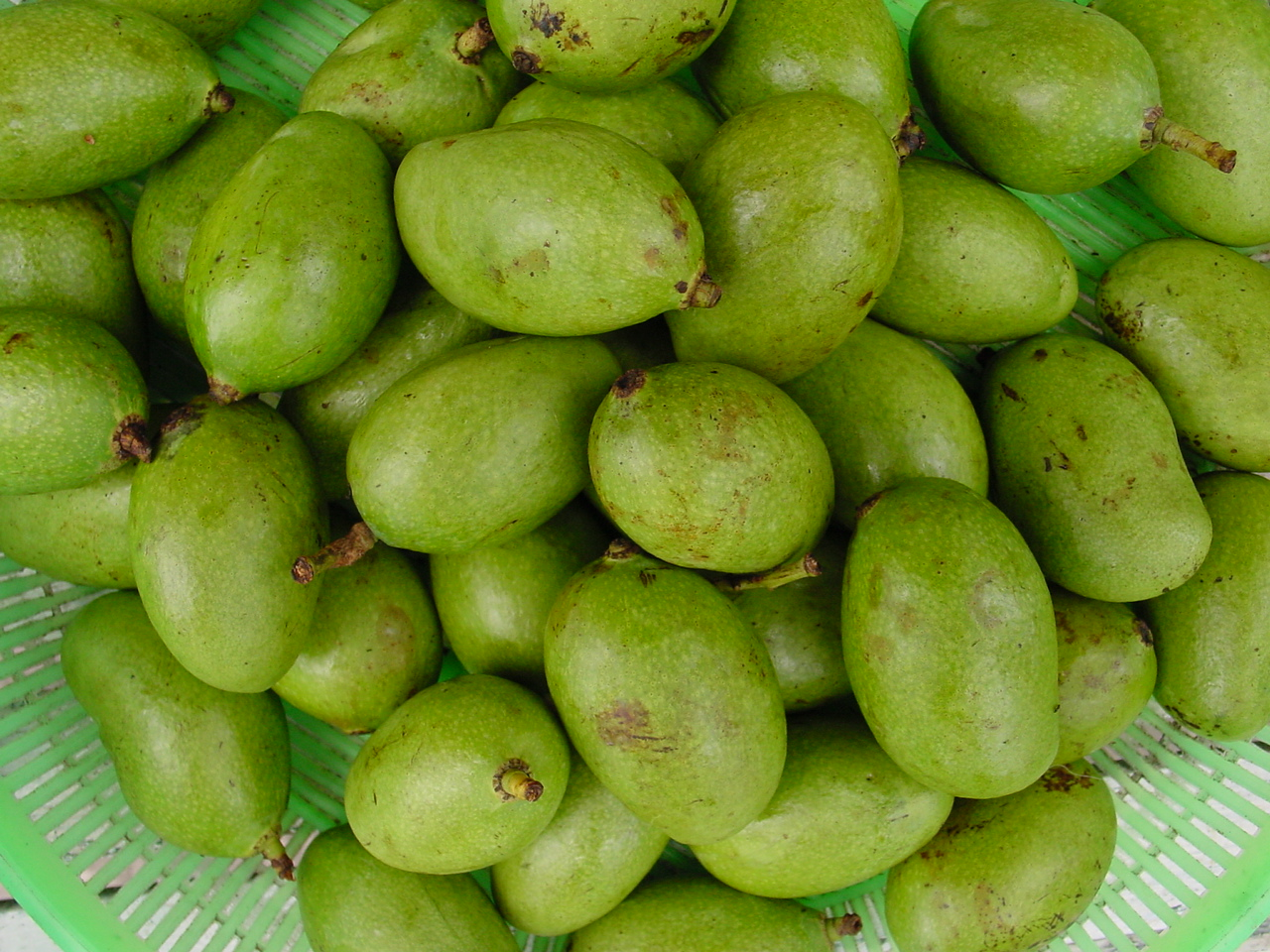
Mangue.

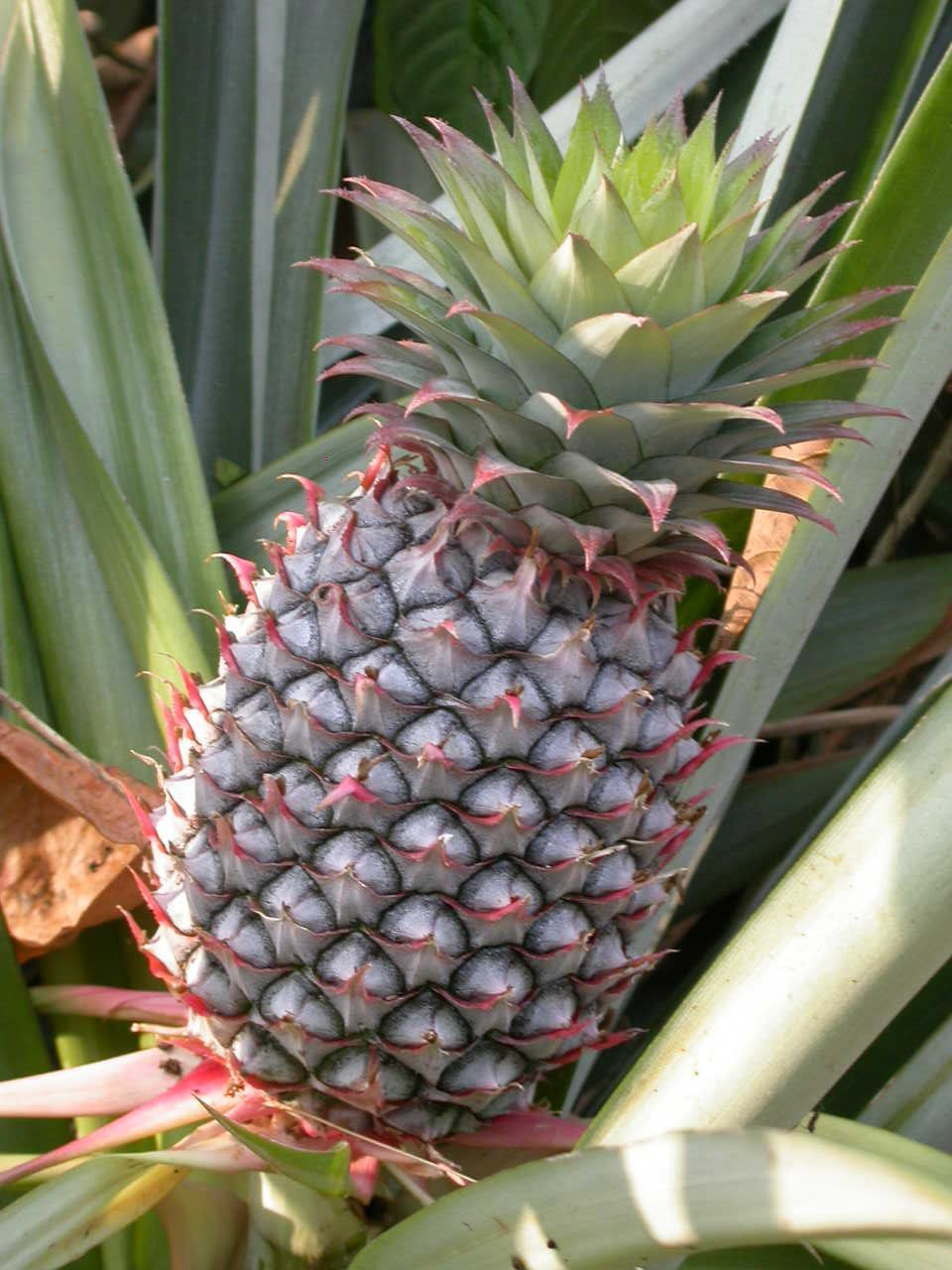
Ananas.

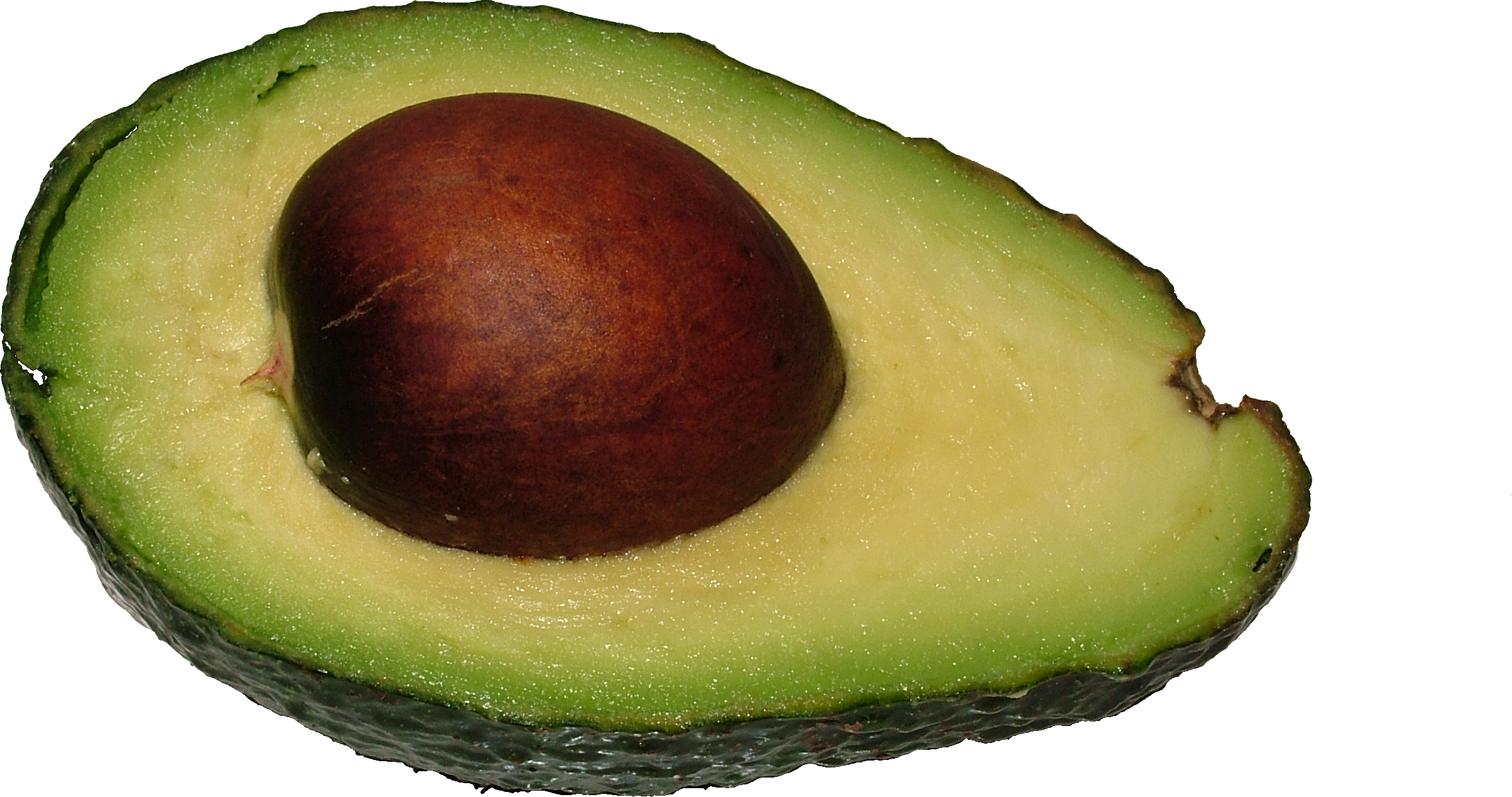
Avocat.

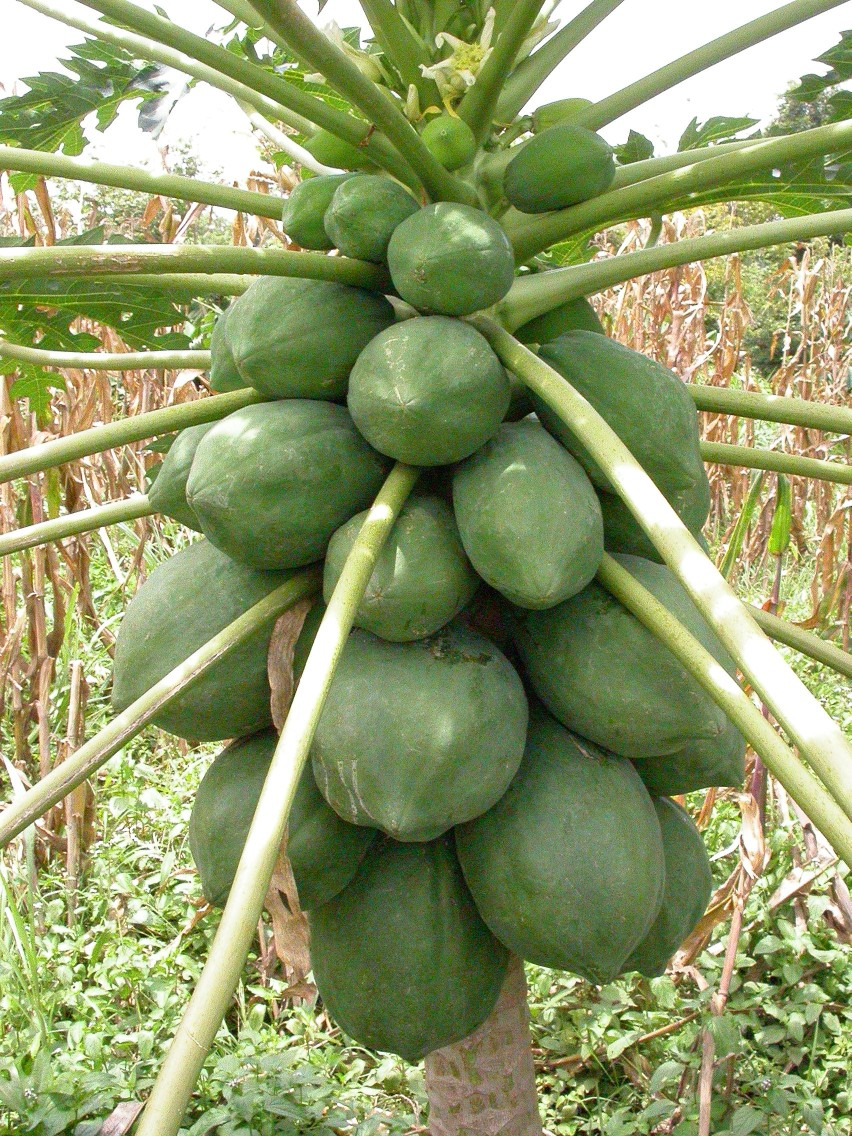
Papaye.

98 % des pays producteurs de fruits tropicaux sont des pays en développement tandis que les pays développés représentent environ 80 % des pays importateurs de ces fruits. Cette part des pays en développement était de 96 % en 1988-1990 et devrait passer à 99 % en 2010. Les fruits tropicaux représentent environ 75 % des exportations de produits frais tropicaux.
En 2004, la production mondiale de fruits tropicaux a été estimée à 67,7 millions de tonnes, parmi lesquelles quatre fruits, appelés « fruits tropicaux majeurs », représentent la majeure partie : la mangue 24,3 millions de tonnes, 36 % de la production), l'ananas (15,5 millions de tonnes et 23 %), la papaye (8,5 millions de tonnes et 12,6 %) et l'avocat (3,3 millions de tonnes et 4,8 %) . Ces quatre fruits représentent 75 % de la production mondiale de fruits tropicaux et 90 % des exportations. Le reste de la production, qualifiée de « produits tropicaux mineurs » regroupe le litchi, le durian, le ramboutan, la goyave et le fruit de la passion pour un total de 16 millions de tonnes.
|                   | 1999-2001 | 2002   | 2003   | 2004   |
| ----------------- | --------- | ------ | ------ | ------ |
| PRINCIPAUX FRUITS | 46 457    | 50 899 | 50 425 | 51 599 |
| Mangue            | 22 254    | 24 554 | 23 864 | 24 337 |
| -Inde             | 10 184    | 11 345 | 10 800 | 10 800 |
| -Thaïlande        | 1 598     | 1 750  | 1 750  | 1 750  |
| -Mexique          | 1 548     | 1 413  | 1 362  | 1 655  |
| Ananas            | 14 540    | 15 144 | 15 053 | 15 480 |
| -Philippines      | 1 581     | 1 636  | 1 696  | 1 700  |
| -Thaïlande        | 2 200     | 2 035  | 1 700  | 1 700  |
| -Chine            | 1 234     | 1 244  | 1 348  | 1 475  |
| Avocats           | 2 634     | 2 998  | 3 106  | 3 276  |
| -Mexique          | 909       | 897    | 905    | 1 040  |
| -Indonésie        | 138       | 238    | 256    | 270    |
| États-Unis        | 192       | 181    | 213    | 200    |
| Papaye            | 7 029     | 8 232  | 8 401  | 8 505  |
| -Inde             | 1 670     | 2 590  | 2 600  | 2 600  |
| -Brésil           | 1 444     | 1 598  | 1 600  | 1 600  |
| -Mexique          | 705       | 689    | 720    | 791    |
| FRUITS MINEURS    | 13 370    | 14 913 | 15 612 | 16 102 |
| -Philippines      | 2 978     | 3 200  | 3 300  | 3 300  |
| -Indonésie        | 1 353     | 2 210  | 2 832  | 3 200  |
| -Inde             | 2 850     | 2 800  | 2 900  | 2 900  |
| Production Totale | 59 827    | 65 812 | 66 037 | 67 701 |

### Exportations
Les fruits tropicaux représentent une source de nourriture dans les pays producteurs mais leur exportation constitue une importante source de revenus. 90 % de la production est consommée sur place, 5 % exportée sous forme de fruits frais et 5 % sous forme de produits transformés. En 2003, la valeur des fruits tropicaux exportés (frais et transformés) s'est élevée à 3,9 milliards de dollars. En 2004, l'Amérique Latine et les Caraïbes représentent 61 % des exportations de fruits tropicaux frais, l'Extrême-Orient 22 % et l'Afrique 10 %. Sur le marché de fruits transformés, l'Extrême-Orient représente 75 % des exportations (chiffres pour l'année 2003) .

### Importations
Les principaux marchés d'importations des fruits tropicaux sont les États-Unis, l'Union européenne et le Japon et dans une moindre mesure le Canada et certains pays asiatiques (Singapour, Corée du Sud, Chine, Hong Kong, etc). 81 % (dont 41 % pour les États-Unis et 32 pour l'UE) des principaux fruits tropicaux ont été exportés vers des pays développés.

## Maturation après récolte
Contrairement aux fruits des régions tempérées, dont une bonne part sont faiblement climactériques ( cerise, figue, fraise, framboise, mûre, myrtille, raisin, melon canari, pastèque ...), les fruits tropicaux vont de moyennement climactériques :  fruit de la passion, litchi, mangue... à fortement climactériques : banane, goyave, papaye, avocat...Seul l'ananas est faiblement climactérique.

## Liste non exhaustive de fruits tropicaux
- Abricot des Antilles
- Acai
- Aguaje
- Akébie à cinq feuilles
- Aki
- Ananas
- Asimine
- Attier ou pomme cannelle
- Avocat
- Banane
- Banane rouge (en)
- Barbadine
- Bilimbi
- Biriba
- Cacahuète
- Cacao (cabosse)

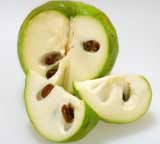
Chérimole

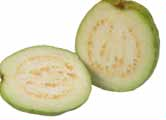
Goyave

- Caïmite africaine ou pomme étoile blanche
- Camu-camu
- Canistrel
- Carambole
- Cachiman ou cœur de bœuf
- Cerise des Antilles ou acérola
- Cerise de Cayenne
- Chayote
- Chérimolle
- Citron caviar
- Combava
- Corossol
- Courbaril
- Cupuaçu
- Curuba
- Ditax
- Durian
- Feijoa ou goyavier du Brésil ou Goyave ananas
- Fruit à pain
- Fruit de l'akébie
- Fruit du cupuaçu
- Fruit du palmier-bâche
- Fruit du palmier de Palmyre
- Fruit du pandanus tectorius
- Fruit miracle
- Figue
- Figue de barbarie
- Goyave
- Grenade
- Grenadelle
- Grenadille, maracudja ou fruit de la passion
- Hala
- Icaque
- Jaboticaba
- Jacque
- Jamalac
- Jambose rouge
- Jujube ou pomme surette
- Kaki
- Lucuma
- Kiwano ou melano
- Kumquat
- Langsat
- Litchi
- Longane
- Maad
- Main de Bouddha
- Mangoustan
- Mangue
- Margose
- Melothria scabra
- Mombin
- Myrobolan
- Nashi
- Nèfle du Japon
- Noix de cajou
- Noix de coco
- Noix de kola
- Noix de muscade
- Noix de macadamia
- Noix de pécan
- Noix de pili
- Noix du Brésil
- Pain de singe ou fruit du baobab
- Papaye
- Passiflore ou grenadille sucrée
- Pepino
- Physalis

- Pitaya, fruit du dragon
- Pomme de cajou
- Pomme de Cayor
- Pomme de lait ou pomme étoile ou caïmite
- Pomme rose
- Prune de Cythère
- Quenette
- Ramboutan
- Roucou
- Safou
- Salak
- Sapote
- Sapote blanche
- Sapote noire
- Sapotille
- Surelle ou girembelle
- Tamarillo
- Tamarin
- Taxo